# Kétszínű hangyászmadár
A kétszínű hangyászmadár (Gymnopithys leucaspis) a madarak osztályának verébalakúak (Passeriformes) rendjébe és a hangyászmadárfélék (Thamnophilidae) családjába tartozó faj.

## Rendszerezése
A fajt Philip Lutley Sclater angol ornitológus írta le 1855-ben, a Myrmeciza nembe Myrmeciza leucaspis néven.

## Alfajai
- Gymnopithys leucaspis aequatorialis (Hellmayr, 1902)
- Gymnopithys leucaspis bicolor (Lawrence, 1863) vagy Gymnopithys bicolor
- Gymnopithys leucaspis castaneus Zimmer, 1937
- Gymnopithys leucaspis daguae Hellmayr, 1906
- Gymnopithys leucaspis lateralis Todd, 1927
- Gymnopithys leucaspis leucaspis (P. L. Sclater, 1855)
- Gymnopithys leucaspis olivascens (Ridgway, 1891)
- Gymnopithys leucaspis peruanus Zimmer, 1937
- Gymnopithys leucaspis ruficeps Salvin & Godman, 1892[3]

## Előfordulása
Brazília, Kolumbia, Ecuador és Peru területén honos. A természetes élőhelye a szubtrópusi vagy trópusi síkvidéki- és hegyi esőerdők. Állandó, nem vonuló faj.

## Megjelenése
Testhossza 13,5-14,5 centiméter, testtömege 24 gramm. Tollazata felül barna, alul fehér színű.

## Életmódja
Ízeltlábúakkal táplálkozik, ritkábban kisebb békákat és gyíkokat is fogyaszt.

## Természetvédelmi helyzete
Az elterjedési területe rendkívül nagy, egyedszáma ugyan csökkenő, de még nem éri el a kritikus szintet. A Természetvédelmi Világszövetség Vörös listáján nem fenyegetett fajként szerepel.

## Külső hivatkozás
- Képek az interneten a fajról
- Internet Bird Collection - videók a fajról
- Xeno-canto.org - a faj hangja és elterjedési területe